# 羽田真宏
羽田 真宏（はだ まさひろ、1964年4月10日 – ）は、日本の男性空手家、キックボクサー。埼玉県上尾市出身。初代UKF世界ライト級チャンピオン。シュートボクシング・スーパーライト級（旧シーガル級）チャンピオン。戦績は60戦51勝5敗4分。真心舘空手八段、テコンドー三段、拳法二段、柔道二段。引退後は故郷の上尾にある白龍ジムの会長に就任し、シュガーみゆき、神風杏子、早千予を輩出した。